# Semiothisa adjacens
Semiothisa adjacens är en fjärilsart som beskrevs av Paul Dognin 1903. Semiothisa adjacens ingår i släktet Semiothisa och familjen mätare. Inga underarter finns listade i Catalogue of Life.